# 鸵鸟政策
鸵鸟政策是指政府或人们忽视、不敢正视一种风险存在的行为。很多非洲政府在面临艾滋病问题的时候被批评采取鸵鸟政策（姆贝基在第十三届国际艾滋病大会上开幕式讲话，2000年7月9日，南非德班），是最著名的一个引述。
根据非洲民俗，当鸵鸟在遇到危险的时候，习惯于闭上眼睛，把头埋进土里。当鸵鸟看不到危险的时候，就相信危险不存在。但是其身体仍然暴露在外面，并且在应对危险的时候更加脆弱。因此，鸵鸟政策指面对危险的时候，採取放任的態度而不做出正确的反应。

## 另見
- 鴕鳥心態
- 無事主義